# William Chauvenet
William Chauvenet (Milford, 24 maggio 1820 – Saint Paul, 13 dicembre 1870) è stato un astronomo e matematico statunitense.
All’età di sedici anni si iscrisse all’Università Yale ove si laureò con lode nel 1840. Iniziò la sua carriera accademica come assistente presso il Girard College a Filadelfia. Nel 1841 fu nominato docente di matematica della United States Navy e per qualche tempo prestò servizio sulla nave USS Mississippi (1841). Questo servizio lo convinse della necessità che gli Stati Uniti si dotassero di una Accademia Navale. Nel 1842 fu messo a capo della Philadelphia Naval School ove propose una riorganizzazione dei corsi che fu messa in atto nel 1845. Nello stesso anno partecipò alla fondazione della United States Naval Academy ad Annapolis ove insegnò diverse discipline tra cui matematica, astronomia e navigazione. Nel 1859 dopo aver rifiutato una docenza di astronomia e filosofia naturale all’Università Yale divenne professore di matematica e astronomia presso la Università Washington a Saint Louis di cui divenne Presidente (Chancellor). Fu vice Presidente della Accademia Nazionale delle Science degli Stati Uniti e Presidente della Associazione Americana per l’Avanzamento delle Scienze. 

## Onorificenze
- Fu membro della American Philosophical Society e della American Academy of Arts and Sciences.[1]
- Dopo la sua morte la Mathematical Association of America istituì il Chauvenet Prize in suo onore
- La Marina Statunitense gli intitolò le due navi USS Chauvenet (AGS-11) e USS Chauvenet (AGS 29)

A William Chauvenet la UAI ha intitolato il cratere lunare Chauvenet